# Свара (деревня)
Свара — опустевшая деревня в Клетнянском районе Брянской области в составе Мирнинского сельского поселения.

## География
Находится в северо-западной части Брянской области на расстоянии приблизительно 21 км на запад-юго-запад по прямой от районного центра поселка Клетня.

## История
Упоминалась с XIX века как село, в 1868 году учтено было 9 дворов. На карте 1941 года отмечена как поселение с 44 дворами.

## Население
| 2010 | 2013 |
| ---- | ---- |
| 0    | →0   |

Численность населения: 58 человек (1866 год), 150 (1904), 1 (русские 100 %) в 2002 году, 0 в 2010.